# Victor Hissel
Victor Hissel (Luik, 1956) is een Belgische advocaat die in de nasleep van de zaak-Dutroux een symbool werd in de strijd tegen kinderporno. Hij was de raadsman van de families van Julie Lejeune, Melissa Russo en An Marchal, slachtoffers van Marc Dutroux, na diens arrestatie in augustus 1996. Eerder was Hissel ook de advocaat van de moeder van Elisabeth Brichet, die in 1989 verdween en een van de slachtoffers van Michel Fourniret bleek te zijn.
In 2008 kwam Hissel in opspraak wegens verdenking van het bezit van kinderporno: uit Australisch onderzoek was gebleken dat hij tussen 2005 en 2008 websites had bezocht met veel kinderpornografisch materiaal. Op 9 april 2009 werd hij in zijn woonplaats Luik neergestoken door zijn twintigjarige zoon Romain, waarbij hij ernstig gewond raakte. In 2011 werd Hissel door het hof van beroep veroordeeld tot een gevangenisstraf van tien maanden met uitstel voor het illegale bezit van kinderpornografische afbeeldingen. In hetzelfde arrest erkende het hof dat zijn zoon Romain, die in 2011 al was vrijgesproken voor de poging tot moord op zijn vader, schade had geleden.
In 2023 bracht de Belgische filmregisseur Joachim Lafosse de film Un silence uit, gebaseerd op de zaak-Hissel, met Daniel Auteuil in de rol van de advocaat.